# Theta Cancri
Theta Cancri (31 Cancri) é uma estrela na direção da constelação de Cancer. Possui uma ascensão reta de 08h 31m 35.77s e uma declinação de +18° 05′ 40.4″. Sua magnitude aparente é igual a 5.33. Considerando sua distância de 494 anos-luz em relação à Terra, sua magnitude absoluta é igual a −0.57. Pertence à classe espectral K5III.